# Georgios Samaras
Georgios Samaras (på græsk Γιώργος Σαμαράς) (født 21. februar 1985 i Heraklion, Grækenland) er en græsk fodboldspiller, der spiller som angriber for Samsunspor i Tyrkiet. Tidligere har han repræsenteret blandt andet den engelske Premier League-klub Manchester City samt Celtic i Skotland.
Samaras var med Celtic F.C. med til at vinde det skotske mesterskab i 2009, samt Liga Cuppen i 2009.

## International karriere
Samaras står (pr. april 2018) noteret for 81 kampe og ni scoringer for Grækenlands landshold, som han debuterede for den 28. februar 2006 i et opgør mod Hviderusland. Han var en del af den græske trup til EM i 2008, hvor grækerne skuffede i deres titelforsvar, og røg ud i den indledende runde. Han deltog desuden ved VM i 2010 i Sydafrika.

## Titler

### Klub
Celtic
- Scottish Premier League (4): 2007–08, 2011–12, 2012–13, 2013–14
- Scottish Cup (2): 2010–11, 2012–13
- Scottish League Cup (1): 2008–09

Al-Hilal
- Saudi Crown Prince Cup: (2'er) 2014–15

### Individual
- SPL Player of the Month: September 2008[4]
- Celtic Supporters' Player of the Year: 2012/13[5]
- VM i fodbold 2014: Man of the match Grækenland vs Elfenbenskysten